# ديك كونروي
ديك كونروي (بالإنجليزية: Dick Conroy)‏ (29 يوليو 1927 ببرادفورد في المملكة المتحدة - 1991) هو لاعب كرة قدم بريطاني في مركز الدفاع. لعب مع برادفورد سيتي وغرانتهام تاون ‏ ونادي برادفورد بارك أفنيو.